# Frank B. Gary
Frank Boyd Gary, född 9 mars 1860 i Cokesbury, South Carolina, död 7 december 1922 i Charleston, South Carolina, var en amerikansk demokratisk politiker och jurist. Han representerade delstaten South Carolina i USA:s senat 1908–1909.
Gary studerade vid Union College i Schenectady. Han studerade sedan juridik och inledde sin karriär som advokat i South Carolina. Han var delegat till South Carolinas konstitutionskonvent år 1895.
Senator Asbury Latimer avled 1908 i ämbetet och efterträddes av Gary. Han efterträddes sedan 1909 i senaten av Ellison D. Smith. Gary arbetade som domare i South Carolina från 1912 fram till sin död. Han gravsattes på Long Cane Cemetery i Abbeville.